# Davana phalantalis
Davana phalantalis là một loài bướm đêm trong họ Crambidae.